# Новый год в Дании

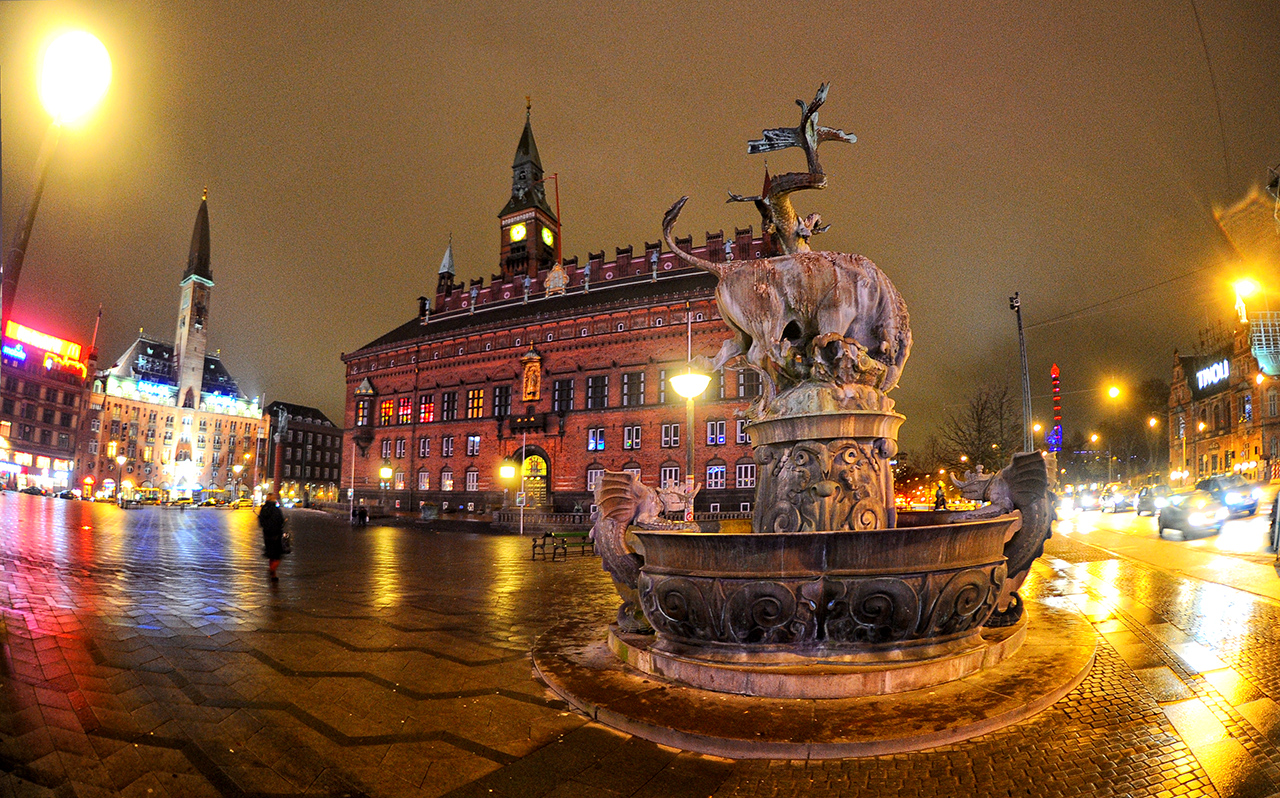
Площадь перед Копенгагенской ратушей

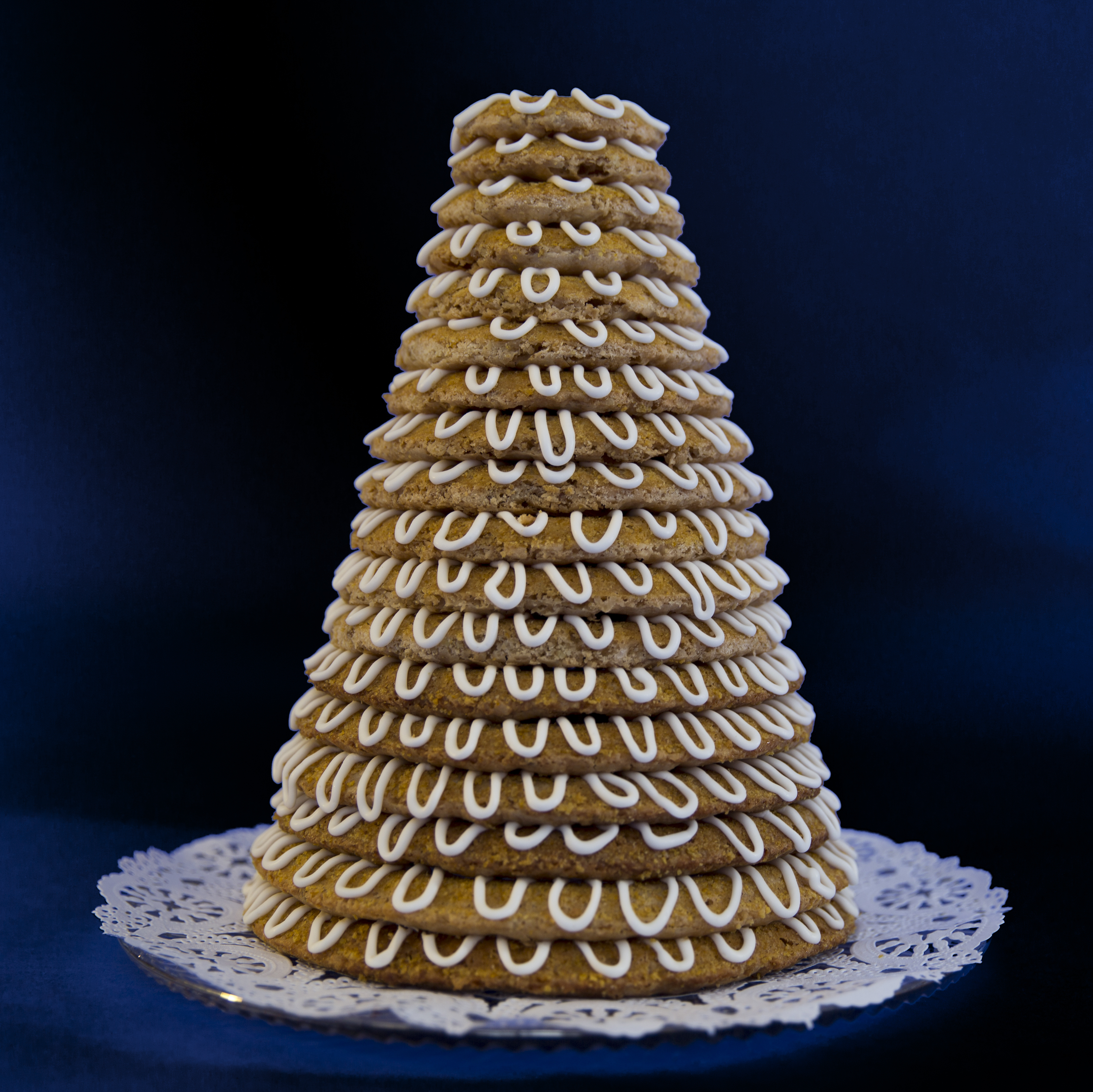
Крансекаге

Новый год в Дании начинается 1 января, и это официальный праздничный день. В праздновании наступления Нового года в Дании, начинающегося с новогоднего обращения монарха и заканчивающегося боем новогодних курантов на Копенгагенской ратуше, есть несколько своеобразных обычаев. В отличие от Рождества, Новый год у датчан не считается семейным праздником, и его часто встречают в кругу друзей. На Новый год принято одеваться празднично даже дома, приветствуются также шутовские колпаки и конфетти.
Традиция новогоднего обращения монарха к датскому народу сохраняется с 1880-х годов. Новогодняя речь монарха отражает единство нации и приобрела особый смысл во время гитлеровской оккупации, когда воспринималась как призыв к сопротивлению германским войскам. Королева Маргрете II, правившая в 1974—2024 годах, ежегодно 31 декабря в 18:00 в прямой трансляции подводила итог основным политическим событиям года, как глобальным, так и региональным, обязательно выражала благодарность меньшинствам — жителям Гренландии и Фарерских островов и неизменно завершала речь словами: «Господи, храни Данию». Она подходила к работе над новогодним обращением не формально и иногда использовала его, чтобы усовестить подданных, вплотную приближаясь к границам своих политических полномочий. В новогоднем обращении 1984 года Маргрете II, всегда выступавшая за открытость страны и толерантность к другим культурам, аккуратно попеняла датчанам за язвительные замечания в отношении прибывавших в страну гастарбайтеров и насмешки над ними, использовав при этом местоимение «мы». Букмекеры принимали ставки на то, какие события уходящего года королева упомянет в обращении. Королева читала самостоятельно подготовленное обращение к народу медленно, чтобы её все поняли, но иногда запиналась или оговаривалась. Кто-то из подданных уважительно слушал обращение королевы стоя, кто-то развлекался, поднимая бокал за каждую запинку королевы. О намерении отречься от престола в пользу сына Фредерика королева Маргрете II заявила именно в новогоднем телеобращении 31 декабря 2023 года.
После новогоднего обращения монарха датчане садятся за праздничный стол, который, как правило, бывает поскромнее рождественского, но должен предполагать как минимум три смены блюд. Традиционным новогодним блюдом у датчан считается отварная треска под горчичным соусом домашнего приготовления, за которой может следовать, например, свиное жаркое с кудрявой капустой. К шампанскому после наступления Нового года подают традиционный конусообразный марципановый торт крансекаге, символизирующий рог изобилия и несущий счастье и благополучие в новом году, его часто украшают маленькими датскими флажками.
В ожидании новогодней полночи датчане выходят на улицу пошутить: поднять на флагшток ёлку, бросить соседям в прихожую конфетти или взорвать почтовый ящик тем разиням, которые заблаговременно не сняли его под Новый год. Незадолго до боя новогодних курантов датская общественная телерадиокомпания DR по традиции, зародившейся в 1980 году, демонстрирует чёрно-белый 18-минутный скетч на английском языке производства Norddeutscher Rundfunk «Ужин на одного» (англ. Dinner For One), который в Дании известен под названием «90-летний юбилей». Ключевая фраза скетча — «как в прошлом году», и когда в 1985 году от трансляции фильма по каким-то причинам отказались, датчане завалили телевидение Дании жалобами, потому что они хотели, чтобы было «как в прошлом году».
Жители Копенгагена и гости столицы встречают Новый год на площади у Копенгагенской ратуши, оставшиеся дома смотрят трансляцию новогодних курантов по телевизору. Согласно обычаю, чтобы счастливо перепрыгнуть в Новый год, датчане с первым ударом курантов с бокалом шампанского и порцией крансекаге карабкаются на стол, стул или диван, чтобы ровно в полночь спрыгнуть на пол. Далее традиция требует спеть старинную песню Vær Velkommen Herrens År, а затем оба датских национальных гимна: Der er et yndigt land и Kong Christian stod ved højen mast. На Ратушной площади и на мосту королевы Луизы в Нёрребро следом во всю мощь начинается запуск фейерверков. Датчане обожают фейерверки, в стране принято носить в новогоднюю ночь защитные очки от петард и фейерверков, их разрешено запускать с 27 декабря по 1 января. Большой новогодний салют в Копенгагене устраивают в парке Тиволи. В Дании существует странный обычай разбивать в Новый год о двери родных и близких столовую посуду в пожелание им счастья в Новом году. Чем больше черепков окажется у двери, тем больше любят хозяина жилища его родня и друзья. Самые выносливые датчане в новогоднюю ночь ещё идут купаться в бухте Копенгагенского порта.
1 января датчане обычно проводят в расслабленной обстановке дома, часто даже в постели за просмотром трансляции новогоднего концерта Венского филармонического оркестра или спортивных соревнований по лыжным видам спорта. По традиции, ведущей своё начало с 1940 года, в 19:15 с обращением к нации выступает глава правительства Дании.